# Ketchum Ridge
Ketchum Ridge ist der größte der Bergrücken, die sich aus dem südlichen Teil des Endeavour-Massivs an der Scott-Küste im ostantarktischen Viktorialand nach Osten erstrecken.
Namensgeber dieser Formation ist der US-amerikanische Konteradmiral und Antarktisforscher Gerald Ketchum (1908–1992), Schiffsführer bei der Operation Highjump (1946–1947), Expeditionsleiter bei der Operation Windmill (1947–1948) und stellvertretender Einsatzleiter bei der ersten Operation Deep Freeze (1955–1956).